# HD 44756
HD 44756，又名BD-04 1484，SAO 133199、HR 2295，是一颗恒星，视星等为6.67，位于銀經213.93，銀緯-8.37，其B1900.0坐标为赤經6h 18m 26.3s，赤緯-4° -8.37′ 11″。